# Winona (Vorname)
Winona ist ein weiblicher Vorname, der aus den drei Sioux-Dialekten Lakota, Dakota und Nakota entstammt. Der Vorname bedeutet „erstgeborene Tochter“.

## Verbreitung
Historisch wurde der Vorname Winona bei den Sioux den erstgeborenen Töchtern gegeben. Heute ist der Vorname Winona auch bei anderen eingeborenen Völkern Nordamerikas verbreitet. Dies hängt auch mit der flächenmäßig großen kulturellen Ausbreitung der Sioux während vergangener Jahrhunderte zusammen sowie der Zusammenlegung anderer eingeborener Völker mit den Sioux in Reservaten.
Heute erfreut sich der Vorname auch bei nicht-eingeborenen stämmigen Amerikanern einiger Beliebtheit. Die Bedeutung des Vornamens ist selten bekannt oder präsent.

## Bekannte Namensträgerinnen
- Winona LaDuke (* 1959), indianische Aktivistin, Politikerin und Schriftstellerin
- Winona Oak (* 1994), schwedische Sängerin und Songwriterin
- Winona Ryder (* 1971), US-amerikanische Schauspielerin

- Agnes zu Salm-Salm (1844–1912), Zirkusreiterin, Schauspielerin und Krankenschwester, trug den Namen als indianischen Rufnamen